# Landesregierung Kernmaier
Die Landesregierung Kernmaier bildet die Kärntner Landesregierung von ihrer Wahl am 22. Jänner 1931 bis zur Absetzung von Landeshauptmann Ferdinand Kernmaier am 16. Februar 1934 bzw. bis zur Angelobung der Nachfolgeregierung Hülgerth am 7. März 1934.
Die Wahl der Landesregierung Kernmaier erfolgte am 22. Jänner 1931, nachdem die Wahl in der Landtagssitzung vom 30. Dezember 1930 durch den Auszug der Abgeordneten der Sozialdemokratische Arbeiterpartei Deutschösterreichs, des Heimatblock, der Nationalsozialistischen Deutschen Arbeiterpartei und der Partei der Kärntner Slowenen verhindert worden war. Die Wahl des Landeshauptmanns erfolgte schließlich am 22. Jänner nach dem Mehrheitswahlrecht, wobei Ferdinand Kernmaier (Nationaler Wirtschaftsblock und Landbund) 21 von 34 abgegebenen Stimmen erhielt, wobei 13 leere Stimmzettel abgegeben wurden. Die übrigen Mitglieder der Landesregierung wurden nach dem Verhältniswahlrecht gewählt. Von 30 abgegebenen Stimmen erzielten dabei die beiden Landeshauptmannstellvertreter August Neutzler (SDAP) und Vinzenz Schumy (Landbund) 22 bzw. 20 Stimmen, zudem hatte Sylvester Lee 7 Stimmen erhalten. Von den Landesräten wurden Matthias Zeinitzer (SDAP), Georg Lora (SDAP) und Hans Lagger (SDAP) mit 28 Stimmen sowie Sylvester Leer (CS) mit 29 von 30 Stimmen gewählt. Am 17. August 1932 wurden die Landesräte in ihrem Amt bestätigt. Am 22. Jänner 1931 wählte der Landtag zudem Gustav Pomaroli (SDAP), Georg Hubmann (SDAP) und Hans Sattleger (Nationaler Wirtschaftsblock und Landbund) zu Mitgliedern des Bundesrats. Infolge der Februarkämpfe 1934 verlor Landeshauptmann Kernmaier mit dem 16. Februar 1934 sein Amt, da er, so die Argumentation, mit den Stimmen der Sozialdemokraten gewählt worden sei. In der Folge übernahm Silvester Leer geschäftsführend das Amt des Landeshauptmanns, bis der Landtag am 7. März 1934 die Landesregierung Hülgerth wählte.
Im Zuge der Februarkämpfe 1934 wurde am 12. Februar 1934 die Sozialdemokratische Arbeiterpartei Österreichs durch die Verordnung der Bundesregierung (Bundesgesetzblatt Nr. 78) verboten, wodurch auch die sozialdemokratischen Mitglieder der Kärntner Landesregierung ihre Mandate verloren.

## Regierungsmitglieder
| Amt                               | Name                | Partei   | Referate |
| --------------------------------- | ------------------- | -------- | -------- |
| Landeshauptmann                   | Ferdinand Kernmaier | Landbund |          |
| 1. Landeshauptmann-Stellvertreter | August Neutzler     | SDAPDÖ   |          |
| 2. Landeshauptmann-Stellvertreter | Vinzenz Schumy      | Landbund |          |
| Landesrat                         | Hans Lagger         | SDAPDÖ   |          |
| Landesrat                         | Georg Lora          | SDAPDÖ   |          |
| Landesrat                         | Matthias Zeinitzer  | SDAPDÖ   |          |
| Landesrat                         | Sylvester Leer      | CS       |          |